# Tarsius pumilus
Tarsius pumilus é uma espécie de primata da família Tarsiidae. É encontrado na região central da ilha de Sulawesi, na Indonésia.
Acreditava-se que estivesse extinto no início do Século XX. Então, em 2000, cientistas indonésios acidentalmente mataram um espécime com uma armadilha para ratos. Em agosto de 2008, foi encontrado o primeiro exemplar vivo desde a década de 1920, por pesquisadores da Universidade do Texas.